# Austrotachardia convexa
Austrotachardia convexa är en insektsart som först beskrevs av Fuller 1899.  Austrotachardia convexa ingår i släktet Austrotachardia och familjen Kerriidae. Inga underarter finns listade i Catalogue of Life.